# Protòrax

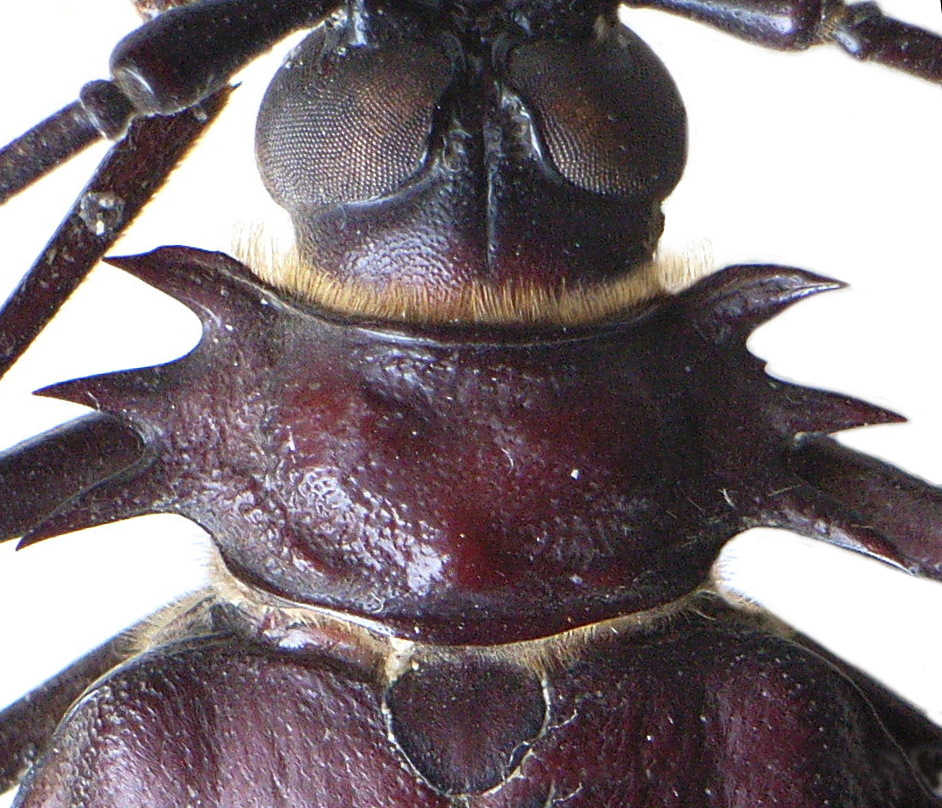
Protòrax d'un coleòpter.

El protòrax és el primer dels tres segments del tòrax d'un insecte. És la part que uneix el cèfalon amb el tòrax i és seguit pel mesotòrax i el metatòrax. Les seves principals esclerites (plaques exosquelètiques) són el pronot (dorsal), el prostèrnum (ventral), i la propleuron (lateral) de cada costat. El protòrax du el primer parell de potes i el primer parell estigmes respiratoris (entre el prostern i el mesostèrnum. El protòrax mai disposa d'ales en els insectes, tot i que alguns grups fòssils posseïen projeccions semblants a ales. Tots els insectes adults tenen potes en el protòrax, encara que en alguns grups (per exemple, la família Nymphalidae de papallones) les potes davanteres es redueixen considerablement. En molts grups d'insectes, el pronot és de mida reduïda, però en alguns és hipertrofiada, com en tots els escarabats (Coleoptera), en el qual s'expandeix el pronot per formar tota la superfície dorsal del tòrax, i la majoria dels membràcids (ordre Hemiptera), en la que el pronot sovint s'expandeix en formes fantàstiques que milloren el seu camuflatge o mimetisme.